# Међународни дан за елиминацију расне дискриминације
Међународни дан за елиминацију расне дискриминације (енгл. International Day for the Elimination of Racial Discrimination) се обележава сваког 21. марта по одлуци Генералне скупштине Уједињених нација. 

## Историјат
У Јужној Африци се 21. марта 1960. десио Шарпвилски покољ, када је полиција упалила ватру за мирне демонстрације. Међутим, истог дана је убијено шездесет и девет људи, а сто осамдесет их је повређено. Из тог разлога 1966. године је Генерална скупштина Уједињених нација позвала међународну заједницу да 21. март обележавају као Међународни дан за елиминацију расне дискриминације, са циљем борбе против свих облика расне дискриминације.
У Јужној Африци се овај дан сваке године обележава као државни празник „Дан људских права” од 1994. када је Нелсон Мандела изабран за председника нове демократске Јужне Африке. Неки га сматрају даном жалости, у знак сећања на животе оних који су погинули у борби за демократију и једнака људска права за све у Јужној Африци током апартхејда, институционалног расистичког система изграђеног на расној дискриминацији. Јужноафриканци на тај дан организују разна предавања којим истичу права свих људи без обзира на расу, пол, веру, сексуалну оријентацију, држављанство и друго, као и начине на које могу да их заштите.
Сваке године се Међународни дан за елиминацију расне дискриминације организује под различитом темом:
- 2010. — „Дисквалификовати расизам”
- 2014. — „Улога лидера у борби против расизма и расне дискриминације”[4]
- 2015. — „Учење из трагедија за борбу против расне дискриминације данас”[4]
- 2017. — „Расно профилисање и подстицање мржње, укључујући и у контексту миграција”[4]
- 2018. — „Промовисање толеранције, инклузије, јединства и поштовања различитости у контексту борбе против расне дискриминације”[4]
- 2019. — „Ублажавање и сузбијање растућег националистичког популизма и екстремних супрематистичких идеологија”[4]
- 2020. — „Признање, правда и развој: Средњорочни преглед Међународне декаде за људе афричког порекла”[4]
- 2022. — „Гласови за акцију против расизма”
- 2023. — „75. годишњица Опште декларације о људским правима – подстицај за борбу против расизма”
- 2024. — „Хуманост, нерасизам”